# Carolyn R. Bertozzi
Carolyn Ruth Bertozzi (sinh ngày 10 tháng 10 năm 1966) là một nhà hóa học người Mỹ và là người đoạt giải Nobel, được biết đến với những công trình nghiên cứu sâu rộng về cả hóa học và sinh học. Bà đặt ra thuật ngữ "hóa học sinh trực giao" cho các phản ứng hóa học tương thích với các hệ thống sống. Những nỗ lực gần đây của bà bao gồm tổng hợp các công cụ hóa học để nghiên cứu các loại đường bề mặt tế bào được gọi là glycans và cách chúng tác động đến các bệnh như ung thư, viêm và nhiễm vi rút như COVID-19. Tại Đại học Stanford, bà có bằng Giáo sư Anne T. và Robert M. Bass tại Trường Khoa học và Nhân văn. 
Bertozzi cũng là Điều tra viên tại Viện Y tế Howard Hughes (HHMI) và là cựu Giám đốc Molecular Foundry, một trung tâm nghiên cứu khoa học nano tại Phòng thí nghiệm Quốc gia Lawrence Berkeley.